# トレジャー・ハンターズ アインシュタインの秘宝を追え!
『トレジャー・ハンターズ アインシュタインの秘宝を追え!』（Die Jagd nach dem Bernsteinzimmer）は、2012年にドイツで製作・放映されたテレビ映画。『レジェンド・オブ・ロンギヌス』の続編である。

## キャスト
- カイ・ヴィージンガー
- ベティーナ・ツィママン
- ファビアン・ブッシュ
- クレーメンス・シック
- アニカ・ブレンデル
- ラルフ・ハーフォース

## スタッフ
- 監督：フロリアン・バクスマイヤー
- 製作：シュテファン・ライザー、フェリックス・ツァッコー
- 脚本：デレク・マイスター、ジーモン・X・ロスト
- 撮影：ペーター・クラウゼ